# Крив'яки
Крив'я́ки — село в Україні, у Яворівському районі Львівської області. Розташоване на р. Вишні, за 5.8 км на північ від районного центру. Населення за переписом населення 2001 року становить 252 особи. Площа становить 0.665 км². Поштовий індекс — 81314. Телефонний код — 3234.
Орган місцевого самоврядування - Мостиська міська рада.